# Coenonycha parvula
Coenonycha parvula är en skalbaggsart som beskrevs av Henry Clinton Fall 1901. Coenonycha parvula ingår i släktet Coenonycha och familjen Melolonthidae. Inga underarter finns listade i Catalogue of Life.